# Clonitica eusarca
Clonitica eusarca är en fjärilsart som beskrevs av Edward Meyrick 1902. Clonitica eusarca ingår i släktet Clonitica och familjen praktmalar, Oecophoridae. Inga underarter finns listade i Catalogue of Life.